# Space Quest I
Space Quest: Chapter I – The Sarien Encounter, meist abgekürzt zu Space Quest I, ist ein 1986 erschienenes Grafik-Adventure und der erste von insgesamt sechs Teilen der erfolgreichen Space-Quest-Reihe, die von Sierra On-Line produziert und von 1986 bis 1995 auch selbst veröffentlicht worden ist.
Die von den Entwicklern Scott Murphy und Mark Crowe erdachte Handlung um einen Weltraum-Hausmeister parodiert zeitgenössische Themen und Stars der Unterhaltungsindustrie, darunter vor allem Science-Fiction, wie die Star-Wars- und Star-Trek-Filme. In Testberichten erhielt das Spiel zum Teil sehr schlechte Bewertungen, sowohl zur Technik, als auch zur erzählten Geschichte. Dessen ungeachtet entwickelte sich das Spiel für Sierra On-Line im Verkauf zu einem großen Erfolg und gilt heute als Klassiker.

## Handlung
Zu Beginn erhält der Spieler die Möglichkeit, für den Helden seinen eigenen oder einen beliebigen Namen anzugeben. Erst bei Verzicht auf eine Eingabe wird der später für die gesamte Serie bekannte Name Roger Wilco verwendet.
Die Spielhandlung setzt ein, als der Held gerade seinen Dienst als Hausmeister auf der wissenschaftlichen Raumstation Arcada versieht. An Bord befindet sich ein neuartiger Sternengenerator, der die Fähigkeit besitzt, einen Planeten zur Sonne zu verwandeln. Mit seiner Hilfe hoffen Wissenschaftler vom Planeten Xenon, ihr Heimatsystem Earnon vor dem Untergang zu retten, dessen Sonne langsam erlischt. Die Planeten des Systems werden bereits kälter und die Nahrungsmittelvorräte gehen zur Neige. Der Sternengenerator soll am Rande des Earnon-Systems getestet werden, als Sariener – berüchtigte Weltraumpiraten – die Arcada entern und das Gerät an sich bringen. Das Spiel bedient sich dabei einer Idee des Kinofilms Star Trek II: Der Zorn des Khan. Dort gerät ein für beschleunigtes Terraforming gedachtes „Genesis-Gerät“ in falsche Hände und gefährdet als ultimative Waffe in den Händen von Extremisten die „Vereinte Föderation der Planeten“.
Da der Angriff während eines kurzen Nickerchens des Helden in einer Abstellkammer erfolgte, blieb dieser von den Angreifern zunächst unbemerkt und kann sich – sofern der Spieler die richtigen Entscheidungen trifft, vor allem dann, wenn das Spiel darauf hinweist, es sei das Geräusch von Schritten zu hören – mit einer Fluchtkapsel vor der Vernichtung der Raumstation retten. Leider stürzt die Fluchtkapsel auf dem Wüstenplaneten Kerona ab. Dort muss unser Held eine Reihe von Abenteuern in der Wildnis bestehen, bevor er den Planeten verlassen kann. So muss er z. B. eine Spionagedrohne der Sariener vernichten und – im Auftrag einer insektenähnlichen Alienrasse – ein Monster mit dem Namen Orat auf der Planetenoberfläche töten. Später erreicht er die Siedlung Ulence Flats, in der er in der einzigen Bar beim Glücksspiel so viel Geld gewinnt, dass er sich beim örtlichen Händler ein gebrauchtes Raumschiff und einen Navigationsroboter kaufen kann. In der Bar erhält er außerdem Informationen über den Aufenthaltsort des Raumschiffs, auf dem sich der Sternengenerator befindet, woraufhin er beschließt, ihn den Sarienern zu entreißen.
Mit List und Geschick gelingt es unserem Helden die Deltaur, das Raumschiff der Sariener, zu infiltrieren und die Selbstzerstörungssequenz des Sternengenerators zu aktivieren. Bevor das Raumschiff der Sariener explodiert, kann unser Held das Schiff lebend verlassen. Auf dem Planeten Xenon wird er daraufhin als Held gefeiert und erhält als Zeichen ewiger Dankbarkeit für seine Heldentaten den Goldenen Mopp.

## Besonderheiten
Das Spiel hält eine Vielzahl an Varianten bereit, die Spielfigur – meist ohne Vorwarnung, mal aus ganz banalen Gründen, mal durch spektakuläre Ereignisse – zu Tode kommen zu lassen: Ein unbedachter Schritt auf einer Klippe, zu geringe Aufnahme von Trinkwasser, Monster oder Laserstrahlen. Das Ableben des Helden wird, zur jeweiligen Todesart passend, sarkastisch kommentiert, sodass auch das Ende der Spielfigur und folglich das Scheitern des Spielers noch einigen Unterhaltungswert bietet. Von der Möglichkeit, jederzeit den Spielstand abzuspeichern, empfiehlt sich dennoch rege Gebrauch zu machen.
Als weitaus ärgerlicher als der häufige Tod der Spielfigur, werden von Kritikern des Spiels jedoch die absichtlich eingebauten Sackgassen bezeichnet. Das Spiel ermöglicht in mehreren Situationen, auf Mitnahme spielentscheidender Gegenstände zu verzichten oder sie durch unüberlegte Spielentscheidungen wieder zu verlieren, ohne dass eine Möglichkeit zur Rückkehr oder ein alternativer Lösungsweg ohne den Gegenstand vorgesehen ist. Die Spielhandlung lässt sich jeweils noch einige Zeit fortsetzen, sie kann aber nicht mehr erfolgreich zum Ende geführt werden. So ist es z. B. keine gute Idee, in Ulence Flats den Zündschlüssel im Schwebegleiter stecken zu lassen, da der Schwebegleiter in diesem Fall gestohlen wird. Sein Verkauf an den Händler ist aber zwingende Voraussetzung, um wieder an ein Raumschiff zu gelangen. Ebenso ergeht es dem Spieler, der zu früh auf das Kaufangebot des Händlers eingeht. Nur durch Feilschen um den Preis für den Gleiter ist ein später benötigtes Jetpack zu erhalten.

## Originalspiel (EGA-Version)

### Entwicklung
Die beiden Entwickler Scott Murphy und Mark Crowe hatten zuvor schon an anderen Sierra-On-Line-Adventures mitgewirkt, wie z. B. an King’s Quest II: Romancing the Throne, das 1985 veröffentlicht wurde. Die erste Zusammenarbeit war ihr Beitrag für das von den Walt Disney Studios beauftragte und 1986 unter der Leitung von Al Lowe entwickelte The Black Cauldron. Space Quest I war das erste Spiel, das bei Entwurf und Umsetzung unter ihrer eigenen Verantwortung stand. Nachdem sie entdeckt hatten, dass sie sich beide für Science-Fiction begeisterten und einen vergleichbar schrägen Humor besaßen, versuchten sie Ken Williams, den Mitbegründer und Geschäftsführer von Sierra On-Line, von ihrer Idee zu überzeugen, als Nächstes ein witziges Weltraumabenteuer zu programmieren. Die Thematik war für Sierra neu, das sich mit der King’s-Quest-Reihe oder im Auftrag der Disney-Company auf Rätsel mit kindgerechter Ernsthaftigkeit in mittelalterlicher Märchenwelt konzentriert hatte. Mit einer Demo über vier virtuelle Räume ließ sich Williams schließlich von den „Two Guys of Andromeda“, wie sich das Entwickler-Duo scherzhaft nannte, zur Genehmigung ihres Projekts überreden.
Wie bei den anderen in diesen Jahren von Sierra On-Line veröffentlichten Adventures, kam die Spiel-Engine Adventure Game Interpreter (AGI) zum Einsatz. Im Oktober 1986 erschien das Spiel zunächst für den PC. Noch im gleichen Jahr erschien eine Portierung sowohl für den Apple II als auch für den Atari ST. 1987 folgten Versionen für den Amiga, den Apple IIgs sowie den Apple Macintosh. Die verschiedenen Versionen waren inhaltlich identisch. Unterschiede gab es lediglich bei Grafik und Sound.
Ein Jahr später, zeitgleich mit der Veröffentlichung der Fortsetzung, wurde auch der erste Teil nochmal leicht überarbeitet. Die ab 1987 erhältliche Version des ersten Spiels basierte nicht mehr auf AGI V2, sondern bereits auf der verbesserten V3 und erhielt neben kleinen Textergänzungen auch neue Easter Eggs.

### Technik
Die PC-Version setzte auf EGA-Grafik, mit Darstellung von 16 Farben in der Auflösung von 200 × 160 Pixel. Soundkarten wurden nicht unterstützt. Die Tonausgabe erfolgte über den internen Systemlautsprecher. Für die mit einem Soundchip ausgestatteten Tandy 1000 und PCjr enthielt das Spiel einen dreistimmigen Sound. Bei der Portierung auf Apple IIGS entschied man sich, dessen leistungsfähigen Ensoniq ES-5503-DOC zu unterstützen. Gegenüber der Originalversion wurden verschiedene Soundeffekte und ein 15-stimmiger Soundtrack ergänzt. Im Erscheinungsbild wich nur die Version auf Apple Macintosh deutlich von den übrigen Portierungen ab, da hier nur eine monochrome Grafik vorlag.
Das Spiel verwendet eine 3D-Pseudografik, die dem Spieler ermöglicht, sich mit seiner Spielfigur in Räumen und Landschaften sowohl vor als auch hinter bestimmte, entsprechend im Bild platzierte Objekte zu bewegen. Die Steuerung der Figur über den Bildschirm erfolgt über die Pfeil-Tasten der Tastatur, kann aber auch mit einem Joystick erfolgen. In den später auf die PC-Version folgenden Portierungen auf andere Systeme unterstützt das Spiel auch die Maus als Eingabegerät zur Bewegung der Spielfigur.
Befehle sind in Textform einzugeben (z. B. take rock, press button) und werden durch einen Parser interpretiert. Das Spiel enthält einen Action-Teil, bei dem der Held mit einem Schwebegleiter über die Oberfläche des Planeten fliegt und Felsen ausweichen muss.

### Rezeption
Mit über 100.000 verkauften Kopien war das Adventure ein großer kommerzieller Erfolg. Dessen ungeachtet urteilten einzelne Tester ausgesprochen negativ. Bernd Zimmermann bezeichnete in ASM das mit einem Kaufpreis von 85 DM zur oberen Preisklasse zählende Adventure, nach dem Test der Atari-ST-Version, als „programmiertechnische Unverschämtheit“. Die Story wirke wie in einer „feucht-fröhlichen Stammtischrunde zurechtgeschustert“, die Grafik sei schwach und detailarm und der Parser miserabel. Positiver urteilte die amerikanische Compute!, bezog sich mit der Wertung „eines der besseren neuen Adventures“ jedoch auf die bereits überarbeitete und durch detailreicheren Sound ergänzte Version für Apple IIGS aus dem Jahr 1988. Compute! lobte in der 1988 erschienenen Apple-IIGS-Version die deutlich verbesserte Grafik und den überarbeiteten Klang und bewertete das Spiel als „eines der besseren neuen Adventures“ („one of the better new adventure games to arrive“). In einem Rückblick auf die PC-Version verglich Retro Freak Reviews das Remake mit dem Original und erklärte, es sei „nicht nur empfehlenswert, sondern empfehle ich sogar gegenüber dem Original“ – mit besserem Humor, Grafik, Animation und Musik. Auch Adventure Gamers fasste in einer klassischen Retrospektive das Spiel so zusammen: „Undeniably flawed, yet undeniably fun“ – unbestreitbar fehlerhaft, aber unbestreitbar unterhaltsam.

## Remake (VGA-Version)

### Entwicklung
Im Jahr 1991 veröffentlichte Sierra On-Line ein Remake des Spiels für PC, Amiga und Macintosh mit verbesserter Grafik und Steuerung. Auch ein Teil der Rätsel wurde modifiziert, einzelne neue Szenen und Texte hinzugefügt. Der Name des Spiels lautete jetzt, an die Namensgebung der aktuelleren Titel der Serie angepasst: Space Quest I: Roger Wilco in the Sarien Encounter.

### Technik
Die Remake-Version des Spiels für PC setzte auf VGA-Grafik mit 256 Farben in der Auflösung von 320 × 200 Pixel und unterstützte die im PC zwischenzeitlich zur Standard-Soundkarte avancierte Sound Blaster und die Roland MT-32. Ferner wurde der Text-Parser durch eine Point-and-Click-Steuerung ersetzt. Als Entwicklungstool verwendete Sierra On-Line für die Remake-Version von Space Quest 1 den Sierra Creative Interpreter (SCI).

### Rezeption
Die Verkaufszahlen des Remakes lagen unter den Erwartungen, sodass Sierra auf Überarbeitung und Remake-Veröffentlichung auch des zweiten Teils der Reihe verzichtete. Die Kritiken von Spieletestern zum Remake waren jedoch deutlich positiver als noch beim Originalspiel. So lobte beispielsweise Amiga Joker die Handlung als „verquer und witzig“ und vergab eine Wertung von 80 % für die PC-Version. Abzüge auf 72 % gab es für die Amiga-Version, soweit Roger bei Heimcomputern ohne eingebaute Turbokarte „starke Ähnlichkeit mit einem Schlafwandler besitzt“.
Das Spiel gilt inzwischen als Klassiker. Es war noch in zahlreichen, teilweise erst viele Jahre später veröffentlichten Spiele-Bundles enthalten und ist gemeinsam mit den übrigen Teilen der Space-Quest-Reihe beispielsweise bei Steam oder GOG.com bis heute als Download erhältlich. Daher sind auch lange nach Veröffentlichung gelegentlich noch neue Berichte oder Spielkritiken erschienen. Deren Grundlage bildet in der Regel das technisch verbesserte Remake, nicht länger die Originalversion.

## Trivia
In den ersten beiden Spielen der Reihe erscheint „Roger Wilco“ als Name für den Helden nur dann, wenn der Spieler von der Möglichkeit keinen Gebrauch macht, zu Beginn des Spiels einen selbst gewählten Namen einzugeben. In der Remake-Version und späteren Teilen der Serie ist der Name fest vorgegeben, dem Spieler wird keine Eingabemöglichkeit mehr angeboten. Der Vorname „Roger“ stammt aus dem Funkalphabet der US-Armee (Joint Army/Navy Phonetic Alphabet) von 1941 und wurde für den Buchstaben R verwendet, was in diesem Kontext für „received“ (englisch für „empfangen“, „erhalten“) steht. Beim Nachnamen „Wilco“ handelt es sich dagegen um eine Standardphrase aus dem Flugfunk und steht als Abkürzung von „I will comply“ (englisch für „ich werde befolgen“). Im Funkverkehr ist aber keine Situation denkbar, in der es sinnvoll wäre, beides unmittelbar hintereinander zu senden. Die Kombination Roger Wilco lässt also gerade nicht auf einen Kenner der Funksprache, sondern auf einen Amateur oder Stümper schließen.
Die Idee des Helden als Weltraum-Hausmeister war nicht gänzlich neu. Sie folgt dem bescheidenen „Fähnrich siebter Klasse“ des Raumschiffs „S.P.S. Feinstein“ aus Planetfall, einem 1983 von Steve Meretzky bei Infocom entwickelten Textadventure. Das Spiel erschien im Handel mit einem Schachtel-Cover, auf dem ein Astronaut mit Eimer und Wischmopp abgebildet war.
Das Spiel enthält sehr viele Anspielungen auf berühmte Science-Fiction-Filme und -Bücher. Die Siedlung Ulance Flat und die Bar erinnern beispielsweise an den Wüstenplaneten Tatooine des Films Star Wars Episode IV: Eine neue Hoffnung Bei der Remake-Version des Spiels parkt ferner vor der Bar ein Shuttle aus der TV-Serie Star Trek: Next Generation. Auch Figuren aus dem Buch Per Anhalter durch die Galaxis von Douglas Adams werden parodiert. Ein depressiver Droide in der Waffenkammer des Raumschiffs Deltaur erinnert stark an „Marvin the Paranoid Android“.
Als Gastauftritte in der Bar stehen die Blues Brothers auf der Bühne und ZZ Top spielen ihren Hit-Song „Sharp Dressed Man”. In der Remake-Version des Spiels erscheint auch Madonna, in einem aus ihrem Musikvideo zu Like a Virgin bekannten Kostüm. Die nicht autorisierte Verwendung von ZZ Top führte jedoch zu einer rechtlichen Auseinandersetzung zwischen der Band und Sierra On-Line, sodass die Band aus dem Spiel herausgenommen werden musste. In der späteren Remake-Version des Spiels ist der Auftritt von ZZ Top jedoch wieder enthalten. Eine weitere rechtliche Auseinandersetzung gab es mit dem Spielwarenhändler Toys “R” Us, der Sierra On-Line wegen des im Spiel verwendeten Namens Droids-R-Us für eine galaxieweite Ladenkette für gebrauchte Roboter verklagt hatte. Sierra änderte daraufhin den Namen auf Droids-B-Us. Die Klage blieb erfolglos. In der Remake-Version des Spiels wird nicht nur eine dem offiziellen Logo der Handelskette stark ähnelnde Schriftart für den Gebrauchtroboterladen verwendet, an der Seite des Gebäudes ist auch das Toys-R-Us-Maskottchen, die Giraffe Geoffrey zu erkennen.

## Nachfolger
- Space Quest II: Chapter II – Vohaul's Revenge (1987)
- Space Quest III: The Pirates of Pestulon (1989)
- Space Quest IV: Roger Wilco and the Time Rippers (1991)
- Space Quest V: Roger Wilco – The Next Mutation (1993)
- Space Quest 6: Roger Wilco in the Spinal Frontier (1995)